# Statua Wolności (Paryż)
Statua Wolności w Paryżu – kopia oryginalnej nowojorskiej Statuy Wolności. Posąg znajduje się na Île aux Cygnes (Wyspie Łabędziej) na Sekwanie w Paryżu, niedaleko Wieży Eiffla. Jest cztery razy mniejsza od oryginału, waży 4 tony i ma 11,5 metra wysokości.
Dzieło francuskiego rzeźbiarza Frédérica-Auguste’a Bartholdiego według projektu Gustava Eiffela i projektu piedestału Richarda Morrisa Hunta. Koncepcja projektu posągu powstała pod wpływem obrazu Wolność wiodąca lud na barykady namalowanego przez Eugène’a Delacroix. Bartholdi nadał posągowi rysy twarzy własnej matki, podczas gdy modelką dla całego posągu była jego kochanka.
Oryginał Statuy Wolności został podarowany w roku 1886 przez ówczesne władze francuskie Stanom Zjednoczonym w 110–lecie uchwalenia Deklaracji Niepodległości (1776).
Posąg Statuy Wolności obrazuje postać kobiety trzymającej w prawej ręce pochodnię, a w lewej tablicę z napisem „JULY IV MDCCLXXVI", czyli „4 lipca 1776”.